# Perloffita
La perloffita és un mineral de la classe dels fosfats, que pertany al grup de la bjarebyita. Rep el nom en honor de Louis "Lou" Perloff (Nova York, 3 de desembre de 1907 - 16 de gener de 2004) advocat i micromounter americà. Va reunir una de les col·leccions més grans tant de micros com de diapositives dels micros.

## Característiques
La perloffita és un fosfat de fórmula química Ba(Mn2+,Fe2+)₂Fe₂3+(PO₄)₃(OH)₃. Cristal·litza en el sistema monoclínic. La seva duresa a l'escala de Mohs és 5.
Segons la classificació de Nickel-Strunz, la perloffita pertany a «08.BH: Fosfats, etc. amb anions addicionals, sense H₂O, amb cations de mida mitjana i gran, (OH, etc.):RO₄ = 1:1» juntament amb els següents minerals: thadeuïta, durangita, isokita, lacroixita, maxwellita, panasqueiraïta, tilasita, drugmanita, bjarebyita, cirrolita, kulanita, penikisita, johntomaïta, bertossaïta, palermoïta, carminita, sewardita, adelita, arsendescloizita, austinita, cobaltaustinita, conicalcita, duftita, gabrielsonita, nickelaustinita, tangeïta, gottlobita, hermannroseïta, čechita, descloizita, mottramita, pirobelonita, bayldonita, vesignieïta, paganoïta, jagowerita, carlgieseckeïta-(Nd), attakolita i leningradita.

## Formació i jaciments
Va ser descoberta a la mina Big Chief, situada a la localitat de Glendale, al districte de Keystone del comtat de Pennington (Dakota del Sud, Estats Units). També ha estat descrita en una altra mina de l'estat de Dakota del Sud, així com al Canadà, Portugal, Alemanya, República Txeca i Austràlia.